# Džomonsko lončarstvo
Džomonska lončenina (縄文土器 Džomon doki) je vrsta starodavne lončenine, izdelane v obdobju Džomon na Japonskem. Izraz Džomon (縄文 »vzorec vrvi«) se nanaša vzorec vrvi, ki so jo odtisnili v še vlažno glino.

## Oris

### Najstarejša lončenina na Japonskem
Lončeno posodje, izdelano na starodavnem Japonskem, je v glavnem sprejeto kot najstarejše na Japonskem in med najstarejšimi na svetu.

### Datiranje
Najdišče Odaj Jamamoto 1, prefektura Aomori, je najdišče najstarejše lončenine na Japonskem. Leta 1998 so odkrili 46 lončenih fragmentov, starih 14.500 pr. n. št., kar jih uvršča med starejše na svetu, pred otoplitvijo na koncu pleistocena. Po izgledu so nedekorirani in preprosti.
Lončenino z linearnim reliefom so našli tudi v jami Fukuj, starost 13.850-12.250 pr. n. št., prefektura Nagasaki, Kjušu. Lončenino z linearnih reliefom in vtisi nohtov so našli na gomili želvjih oklepov v prefekturi Fukuj, 12.000-11.000 pr. n. št.
Drobce lončenine so našli na severozahodni obali sodobnega Kjušuja, radiometrično datirane v čas okoli leta 12.700 pr. n. št.
Mnogi menijo, da so jo izdelovali že dosti prej, a se datumi med različnimi določitvenimi metodami razlikujejo. Nekateri viri navajajo najstarejše najdbe iz 14. tisočletja pred sedanjostjo.

### Kronologija
Obdobje Džomon delimo na 6 podobdobijː 
- začetni (10.500-8000 pr. n. št.),
- najstarejši/prvi (8000-5000 pr. n. št.),
- zgodnji (5000-2500 pr. n. št.),
- srednji (2500-1500 pr. n. št.),
- pozni (1500-1000 pr. n. št.) in
- končni (1000-300 pr. n. št.).[6]

Našli so kar 80 primerov lončenine iz začetnega obdobja, a je večina najdb iz kasnejšega obdobja.
Lončenini iz obdobja Jajoj pravimo Jajojsko lončarstvo.

### Značilnosti
Večina lončenine ima zaokroženo dno, posode pa so navadno majhne, kar nakazuje, da so v njih verjetno kuhali hrano. Kasnejši kosi so bolj detajlni, sploh v srednjem Džomonu, ko postanejo grebeni na posodi kompleksni in dekorirani.
Beseda"Džomon pomeni potiskan z vzorcem vrvi. Vrvi so potiskali v vlažno glino, preden so jo žgali na 600-900 °C.
Specifični lončenini, izdelani v istem obdobju kot človeške ali živalske figure, pravimo lončenina dogu.